# 仮面ライダー クリスマススペシャル
『仮面ライダー クリスマススペシャル』は、2010年12月25日に放送された東映チャンネルの特別番組。

## 概要
芳賀優里亜と宮内洋によるトークと作品解説をはさみながら、クリスマスエピソードと題された4作品が放送されていった。

## クリスマスエピソード
- 『仮面ライダー』第39話「怪人狼男の殺人大パーティ」
- 『仮面ライダーV3』第45話『デストロンのXマスプレゼント』
- 『仮面ライダーV3』第46話『ライダーマンよどこへゆく?』
- 『仮面ライダースーパー1』第10話『危うし!!悪魔のクリスマスプレゼント』